# Spoorlijn Berthelming - Sarreguemines
De Spoorlijn Berthelming - Sarreguemines is een gedeeltelijk opgebroken Franse spoorlijn van Berthelming naar Sarreguemines. De lijn was 28,6 km lang en heeft als lijnnummer 168 000.

## Geschiedenis
De lijn werd geopend door de Reichseisenbahnen in Elsaß-Lothringen op 1 november 1870. In 1989 werd het reizigersverkeer tussen Sarralbe en Sarreguemines opgeheven en doorgaande treinen naar Sarreguemines maakten in het vervolg gebruik van de spoorlijn Kalhausen - Sarralbe en de lijn Mommenheim - Sarreguemines. Sinds 1 maart 2000 is er ook geen reizigersvervoer meer tussen Berthelming en Sarre-Union en sinds 22 december 2018 ook niet meer tussen Sarre-Union en Sarralbe. 
Sinds 2018 is alleen nog een kort gedeelte bij Sarralbe in gebruik voor goederenvervoer.

## Aansluitingen
In de volgende plaatsen is of was er een aansluiting op de volgende spoorlijnen:
Berthelming
RFN 140 000, spoorlijn tussen Réding en Metz-Ville
Sarralbe
RFN 097 000, spoorlijn tussen Champigneulles en Sarralbe
RFN 169 000, spoorlijn tussen Kalhausen en Sarralbe
Sarreguemines
RFN 159 000, spoorlijn tussen Haguenau en Hargarten-Falck
RFN 161 000, spoorlijn tussen Mommenheim en Sarreguemines
RFN 163 000, spoorlijn tussen Sarreguemines en Sarreguemines grens
RFN 170 000, spoorlijn tussen Sarreguemines en Bliesbruck